# 游擊手
游擊手（Shortstop，通常簡寫成）指的是在棒球或壘球比賽中，負責防守二、三壘間的球員。其職責在於接捕二、三壘間的擊球，以及接捕守備球員的傳球來促使擊球員或跑壘員出局。

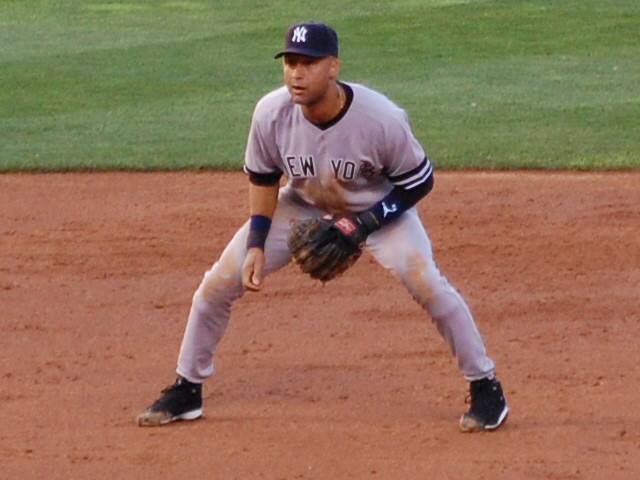
德瑞克·基特為大聯盟知名的游擊手

## 概要
游擊手通常守備位置在二、三壘之間，是個需要靈活身手的守備位置。平時除了接捕擊球，也時常必须跑動到二壘以接捕其他守備球員的傳球。由於右手擊球員多，因此擊到二、三壘間的球相對較多，所以這是個需要穩定守備能力的防守位置，因此與二壘手常被合稱「二游防線」。游擊手由於傳球距離較長，通常也需要良好的臂力，廣大的守備範圍與腳程更是不可或缺，通常游擊手是所有內野手中守備能力最優異的。
一般而言，游擊手最主要的價值在於守備，對游擊手打擊能力的要求相對較低，因此一支球隊若能有兼具優異守備與強打能力的游擊手，則對球隊戰力會有相當大的幫助。此外，由於游擊手需要較穩定的守備能力，因此若在球隊中被認為無法負擔游擊手的工作，或有其他守備能力更強的游擊手時，通常也能轉而擔任二壘手或三壘手的守備工作並且勝任愉快，由於游擊手的臂力具有一定水準，故亦有游擊手成功轉任外野手的選手。
在多數情況下，二壘手需要較大的守備範圍，三壘手需要較佳的傳球臂力，游擊手需要守備範圍與傳球臂力兩者兼具。
在紀錄逐局比賽過程時，通常以數字6來代表游擊手這個守備位置。

## 外部連結
- 游擊手在台灣棒球維基館上的頁面（繁體中文）